# A Singer Must Die
A Singer Must Die é o primeiro lançamento de Steven Page após deixar o Barenaked Ladies, e o seu primeiro álbum solo desde  The Vanity Project de 2005. Foi gravado com a Art of Time Ensemble. Contém 10 faixas, que são covers. O álbum foi colocado no website de Steven como pré-encomenda por aproximadamente um mês antes de seu lançamento. Certa quantidade de cópias encomendadas será autografada por Steven, bem como por Andrew Burashko, que é o pianista do Art of Time Ensemble. É indistinto quem na realidade produziu o álbum, já que não existem produtores mencionados em qualquer parte ou inserções do álbum.

## Faixas
(Os nomes dos artistas originais estão entre parênteses) 
1. "Lion's Teeth" (The Mountain Goats) – 3:56
2. "I Want You" (Elvis Costello) – 8:11
3. "Foolish Love" (Rufus Wainwright) – 4:53
4. "Running Out Of Ink" (Barenaked Ladies) – 4:11
5. "A Singer Must Die" (Leonard Cohen) – 4:20
6. "The Taxi Ride" (Jane Siberry) – 7:42
7. "Tonight We Fly" (The Divine Comedy) – 3:27
8. "Virtute The Cat Explains Her Departure" (The Weakerthans) – 3:59
9. "For We Are The King Of The Boudoir" (The Magnetic Fields) – 2:36
10. "Paranoid Android" (Radiohead) – 7:27